# Vinita
Vinita er en amerikansk by og administrativt centrum for det amerikanske county Craig County, i staten Oklahoma. I 2000 havde byen et indbyggertal på 6.472.

## Ekstern henvisning
- Vinitas hjemmeside Arkiveret 25. oktober 2020 hos  Wayback Machine (engelsk)

36°38′28″N 95°09′24″V / 36.6411°N 95.1567°V